# Trận Tulagi và Gavutu–Tanambogo
Trận Tulagi và Gavutu–Tanambogo là một trận chiến diễn ra trên đất liền thuộc chiến dịch Thái Bình Dương, Thế chiến II, giữa lực lượng Hải quân Đế quốc Nhật Bản và Đồng Minh (chủ yếu là lực lượng trên bộ của Thủy quân lục chiến Hoa Kỳ). Trận đánh diễn ra từ ngày 7 đến ngày 9 tháng 8 năm 1942, trên quần đảo Solomon, trong suốt các cuộc đổ bộ đầu tiên của Đồng Minh thuộc chiến dịch Guadalcanal.
Trong trận đánh, Thủy quân Lục chiến Hoa Kỳ, dưới sự chỉ huy của Thiếu tướng Alexander Vandegrift, đã đổ bộ thành công và chiếm lấy các đảo Tulagi, Gavutu, và Tanambogo cùng với các căn cứ hải quân và thủy phi cơ của quân Nhật tại đây. Các cuộc đổ bộ đã vấp phải sự chống trả quyết liệt từ quân Nhật, vốn đã bị vượt trội về cả số lượng và vũ khí của lực lượng Đồng Minh, nhưng họ vẫn chiến đấu cho đến người cuối cùng.
Cùng thời điểm các cuộc đổ bộ lên Tulagi và Gavutu–Tanambogo, quân Đồng Minh cũng đang đổ bộ lên đảo Guadalcanal gần đó, với mục tiêu chiếm lấy sân bay đang được xây dựng bởi quân Nhật. Trái ngược với tình hình chiến trận căng thẳng tại Tulagi và Gavutu, cuộc đổ bộ lên Guadalcanal gặp ít sự kháng cự. Các cuộc đổ bộ lên cả Tulagi và Guadalcanal đánh dấu sự mở màng chiến dịch Guadalcanal kéo dài 6 tháng và một loạt các trận đánh hỗn hợp giữa lực lượng Nhật và Đồng Minh tại quần đảo Solomon.

## Bối cảnh
Ngày 7 tháng 12 năm 1941, quân Nhật tấn công hạm đội Thái Bình Dương của Hoa Kỳ tại Trân Châu Cảng, Hawaii. Kết quả là phần lớn các tàu chiến của Hạm đội bị đánh chìm và khơi mào cho lời tuyên chiến chính thức giữa hai quốc gia. Mục tiêu ban đầu của các chỉ huy Nhật trong chiến tranh là vô hiệu hóa hạm đội của Hoa Kỳ, khống chế các nguồn tài nguyên thiên nhiên dồi dào, và thành lập các căn cứ quân sự chiến lược để bảo vệ lãnh thổ của Đế quốc Nhật Bản ở châu Á và Thái Bình Dương. Trong chiến lược thực hiện kế hoạch này, lực lượng Nhật lần lượt tấn công và chiếm lấy Philippines, Thái Lan, Mã Lai, Singapore, và Đông Ấn thuộc Hà Lan, đảo Wake, quần đảo Gilbert, New Britain, và Guam.
Tiếp theo đó, hai nỗ lực của quân Nhật nhằm mở rộng chu vi phòng thủ của họ ở khu vực nam và trung tâm Thái Bình Dương bị cản trở trong các trận đánh tại Biển San Hô (tháng 5 năm 1942) và Midway (tháng 6 năm 1942). Hai chiến thắng mang tính chiến lược tạo điều kiện cho quân Đồng Minh nắm quyền chủ đầu ngay từ đầu cuộc chiến và tổ chức một cuộc phản công quân Nhật một nơi nào đó trên Thái Bình Dương. Phe Đồng Minh quyết định chọn quần đảo Solomon, đặc biệt là phía nam của quần đảo Solomon là Guadalcanal, Tulagi, và Florida là nơi diễn ra cuộc phản công đầu tiên.
Như là một phần của Chiến dịch Mo mà kết quả là trận đánh tại Biển San Hô, Hải quân Nhật gửi binh lính chiếm cứ Tulagi và các đảo gần đó ở phía Nam quần đảo Solomon. Các binh lính này chủ yếu thuộc Lực lượng Đổ bộ Đặc biệt của Hải quân Nhật, chiếm lấy Tulagi vào ngày 3 tháng 5 năm 1942, và xây dựng một căn cứ thủy phi cơ, tiếp vận nhiên liệu, và thông tin trên Tulagi và các đảo gần đó như Gavutu, Tanambogo và Florida để hỗ trợ cho chiến dịch sau đó. Trước các hoạt động của quân Nhật tại Tulagi, mối quan ngại của Đồng Minh càng tăng lên khi Hải quân Nhật cho xây dựng một sân bay lớn gần Điểm Lunga nằm cạnh Guadalcanal vào tháng 7 năm 1942. Đến tháng 8 năm 1942, quân Nhật có khoảng 900 lính tại Tulagi và các đảo gần đó, cùng với 2.800 nhân viên (nhiều người trong số họ là các lao động và chuyên gia xây dựng Triều Tiên và Nhật Bản) ở Guadalcanal. Sân bay khi được hoàn thành sẽ trở thành căn cứ chính của Nhật ở Rabaul, đồng thời tạo ra mối đe dọa đối với đường dây liên lạc và tiếp tế của Đồng Minh, và thiết lập một khu vực làm bàn đạp cho các cuộc phản công trong tương lai về phía Fiji, New Caledonia, và Samoa (Chiến dịch FS).

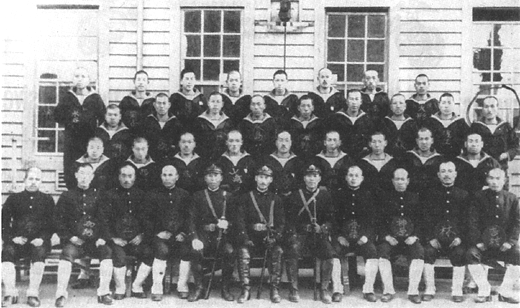
Các sĩ quan Nhật và các hạ sĩ quan hải quân thuộc Lực lượng Đổ bộ Đặc biệt của Hải quân, tham dự cuộc bao vây Tulagi vào tháng 5 năm 1942 và đã bị giết gần như đến người cuối cùng trong một cuộc tấn công của quân Đồng Minh vào ngày 7–9 tháng 8 năm 1942.

 Kế hoạch của Đồng Minh tấn công phía nam quần đảo Solomon được thảo ra bởi Đô đốc Hoa Kỳ Ernest King, Tổng tư lệnh của Hạm đội Hoa Kỳ. Ông đề xuất kế hoạch phản công để ngăn chặn việc quân Nhật sử dụng phía nam quần đảo Solomon làm căn cứ quân sự đe dọa tuyến đường tiếp tế nối giữa Hoa Kỳ và Úc, và dùng nơi đây làm bàn đạp cho các chiến dịch quân sự nhằm vô hiệu hóa hay chiếm các căn cứ chính của Nhật tại Rabaul trong khi có thể hỗ trợ Đồng Minh trong chiến dịch New Guinea, với mục tiêu cuối cùng là tìm cách chiếm lại Philippines. Đô đốc Hoa Kỳ Chester Nimitz, Tổng tư lệnh lực lượng Đồng Minh tại Thái Bình Dương, quyết định lập mặt trận Nam Thái Bình Dương với Phó Đô Đốc Hoa Kỳ Robert L. Ghormley có nhiệm vụ chỉ huy trực tiếp chiến dịch phản công tại quần đảo Solomon.
Nằm trong sự chuẩn bị cho cuộc phản công, tháng 5 năm 1942, Thiếu tướng Hoa Kỳ Alexander Vandegrift được lệnh di chuyển Sư đoàn Thủy quân Lục chiến số 1 do ông chỉ huy từ Hoa Kỳ sang New Zealand. Các đơn vị trên bộ, trên biển và trên không khác của Đồng Minh được điều đến các căn cứ ở Fiji, Samoa, và New Caledonia. Đảo Espiritu Santo thuộc New Hebrides được chọn làm tổng hành dinh và căn cứ chính cho chiến dịch phản công sắp tới, được mang mật mã chiến dịch Watchtower, với ngày mở đầu là 7 tháng 8 năm 1942. Ban đầu, phe Đồng Minh lên kế hoạch phản công tại Tulagi và quần đảo Santa Cruz, bỏ qua Guadalcanal. Tuy nhiên, sau khi thông tin thám thính của họ phát hiện ra rằng quân Nhật đang xây dựng sân bay tại Guadalcanal, kế hoạch đã có sự thay đổi qua việc thêm vào việc tấn công chiếm lấy sân bay tại Guadalcanal và bỏ qua quần đảo Santa Cruz.
Chiến dịch Watchtower của Đồng Minh huy động một lực lượng viễn chinh gồm 75 tàu chiến và vận chuyển, bao gồm cả các tàu từ Hoa Kỳ và Úc, được tập hợp gần Fiji vào ngày 26 tháng 7 năm 1942, và tham gia vào một chuộc diễn tập đổ bộ trước khi đến Guadalcanal vào ngày 31 tháng 7. Vandegrift là tổng chỉ huy của một lực lượng gồm 16.000 lính Đồng Minh (chủ yếu là Thủy quân Lục chiến Hoa Kỳ) chiến đấu trên mặt đất tham gia và cuộc đổ bộ, bản thân ông trực tiếp chỉ đạo cuộc tấn công vào Guadalcanal. Nắm quyền chỉ huy 3.000 Thủy quân Lục chiến đổ bộ lên Tulagi và các đảo gần đó gồm Florida, Gavutu, và Tanambogo là Chuẩn tướng William H. Rupertus trên tàu vận tải USS Neville (APA-9).

### Trước cuộc chiến

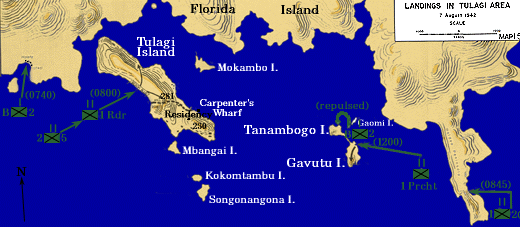
Sơ đồ các cuộc đổ bộ của Lực lượng Đồng Minh tại Florida, Tulagi, và Gavutu–Tanambogo, ngày 7 tháng 8 năm 1942.

Thời tiết xấu cho phép lực lượng viễn chinh của Đồng Minh tiếp cận khu vực phụ cận Guadalcanal mà không bị phát hiện bởi quân Nhật vào buổi sáng ngày 7 tháng 8. Tuy nhiên, người Nhật cũng đã phát hiện ra sóng radio đến từ lực lượng đổ bộ của Đồng Minh đang tiến lên và chuẩn bị gửi máy may trinh sát trên cao lúc rạng đông. Lực lượng tàu đổ bộ được chia làm hai nhóm, nhóm thứ nhất được giao nhiệm vụ tấn công Guadalcanal và nhóm còn lại có trách nhiệm tấn công tại Tulagi, Florida, và Gavutu–Tanambogo. Các máy bay thuộc hàng không mẫu hạm USS Wasp ném bom các cơ sở của Nhật tại Tulagi, Gavutu, Tanambogo, và Florida, đồng thời bắn phá và phá hủy 15 thủy phi cơ của Nhật neo đậu gần các hòn đảo này. Vài chiếc thủy phi cơ đang làm nóng máy chuẩn bị cất cánh cũng bị ngăn chặn do phi hành đoàn và các nhân viên hỗ trợ mặt đất bị tiêu diệt trong cuộc oanh kích.
Chiếc tuần dương hạm USS San Juan (CL-54) và các tàu khu trục USS Monssen (DD-436) và USS Buchanan (DD-484) bắn phá các khu vực được lên kế hoạch đổ bộ trước đó tại đảo Tulagi và Florida. Để hỗ trợ cho các cuộc tấn công tại Tulagi, Gavutu, và Tanambogo, Thủy quân Lục chiến Hoa Kỳ thuộc Tiểu đoàn 1, Trung đoàn 2 Thủy quân Lục chiến đổ bộ lên đảo Florida vào lúc 07:40 mà không gặp phải sự đối địch. Họ nhận được sự hướng dẫn chỉ đường từ vài người Úc, như Trung úy Frank Stackpool, người vốn quen thuộc với khu vực Tulagi-Florida do đã sinh sống và làm việc tại đây trước đó.

## Trận Tulagi
Vào lúc 8 giờ sáng, hai tiểu đoàn Thủy quân Lục chiến Hoa Kỳ, bao gồm Tiểu đoàn Biệt kích 1 do Trung tá Merritt A. Edson (Edson's Raiders), và Tiểu đoàn 2 Thủy quân Lục chiến 5 (2/5) đổ bộ lên bờ biển phía tây đảo Tulagi khoảng một dặm giữa hai đầu của hòn đảo hình thon hai đầu mà không gặp sự chống trả nào. Bãi san hô gần bờ biển đã khiến cho các phương tiện đổ bộ không thể tiếp cận được bờ biển. Tuy nhiên, Thủy quân Lục chiến vẫn có thể tiến thêm khoảng 100 mét mà không bị cản trở từ quân Nhật, vốn đã bị bất ngờ trước cuộc đổ bộ và đang vội vàng chuẩn bị chống trả. Cùng thời điểm này, lực lượng Nhật tại Tulagi và Gavutu, một biệt đội thuộc Lực lượng Đổ bộ Đặc Biệt Hải quân với một số thành viên của Nhóm bay Yokohama, chỉ huy bởi Đại úy Shigetoshi Miyazaki, đã thông tin cho chỉ huy của họ tại Rabaul, Đại úy Sadayoshi Yamada, rằng họ đang bị tấn công, mất dần các khí tài và tài liệu, cuối tin nhắn họ đã viết, "sức mạnh của kẻ thù đang lấn át chúng ta, chúng ta sẽ bảo vệ hòn đảo cho đến người cuối cùng." Masaaki Suzuki, chỉ huy của biệt đội, ra lệnh cho binh lính của ông vào các vị trí phòng thủ tại Tulagi và Gavutu.

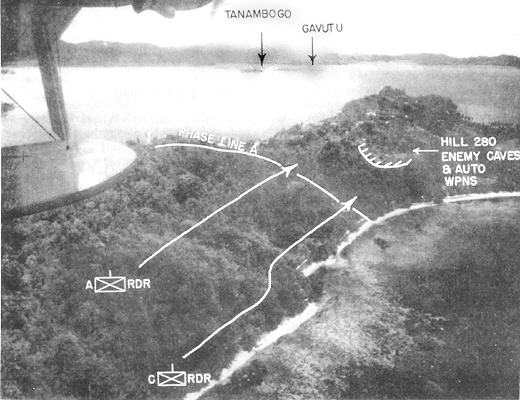
Lược đồ vẽ trên bức ảnh chụp từ trên không đảo Tulagi cho thấy đường tiến quân của Thủy quân Lục chiến Hoa Kỳ tại cực đông nam của đảo và trung tâm phòng thủ của Nhật quanh Đồi 281.

 Thủy quân Lục chiến thuộc Tiểu đội 2 làm chủ cực tây bắc của đảo Tulagi mà không bị kháng cự, sau đó nhóm này gia nhập vào Biệt đội của Edson cùng tiến với họ về phía cự đông nam đảo. Họ hành quân suốt ngày hôm đó và tiêu diệt một vài ổ kháng cự cô lập của Nhật. Vào lúc trăng tròn, Suzuki tái bố trí hệ thống phòng thủ chính của ông theo một đường thẳng trên ngọn đồi ở tọa độ 9°6′26″N 160°8′56″Đ / 9,10722°N 160,14889°Đ được gọi là Đồi 281 (Đồi 280 theo một số nguồn) theo phía Hoa Kỳ do độ cao của nơi này — và một khe núi gần đó tọa lạc ở cực đông nam đảo. Hệ thống phòng thủ của Nhật bao gồm vô số các hang động nối với nhau bằng các đường hầm được đào vào trong các vách núi đá vôi, trong đó đặt các ụ súng máy có bao cát bảo vệ. Thủy quân Lục chiến tiếp cận được hệ thống này vào lúc trời nhá nhem tối, họ nhận thấy rằng ánh sáng mặt trời không đủ để tiến hành một cuộc tấn công tổng lực và quyết định đào các hố cá nhân chờ qua đêm.

Trong đêm đó, quân Nhật mở 5 cuộc tấn công về phía Thủy quân Lục chiến, bắt đầu vào lúc 22 giờ 30 phút. Các cuộc tấn công đánh vào mặt chính diện bằng những binh lính đơn lẻ hay từng nhóm nhỏ nhằm nỗ lực thọc sâu thâm nhập vào chỗ chỉ huy của Edson, kết quả là dẫn đến các cuộc cận chiến xáp lá cà giữa lính Nhật và Thủy quân Lục chiến. Tuy nhiên, quân Nhật chỉ chọc thủng chiến tuyến của Thủy quân Lục chiến trong một thời gian ngắn và chiếm được một khẩu súng máy, rồi họ nhanh chóng bị đẩy lùi. Sau khi chịu một vài tổn thất nhỏ, chiến tuyến của Thủy quân Lục chiến vẫn được giữ vững trong suốt đêm. Ngược lại về phía Nhật lại chịu tổn thất nặng sau cuộc tấn công. Trong đêm đó, người lính Edward H. Ahrens đã giết chết 13 lính Nhật tấn công vị trí của anh ta trước khi hi sinh. Miêu tả về các cuộc tấn công của quân Nhật diễn ra trong đêm, biệt kích Thủy quân Lục chiến Pete Sparacino đã nói: 
"...khi bóng đêm đã bao trùm. Phía trước chiến tuyến bỗng xuất hiện sự di động...bạn có thể nghe thấy họ đang nói liên thuyên. Sau đó, kẻ thù phát hiện ra một lỗ hổng trong chiến tuyến và bắt đầu vượt qua vị trí này. Lỗ hổng được chặn lại khi một nhóm lính được giao trách nhiệm đóng cửa lại. Một số lính Nhật khi đó đã bò sâu bên trong vị trí đội của Guidone 20 yard. Frank bắt đầu ném lựu đạn trong tư thế nằm úp. Các quả lựu đạn ném ra xa 15 yard và chúng tôi phải cúi nhanh xuống khi nó phát nổ. Tình thế thật hiểm nghèo, quân Nhật tràn ngập khắp nơi. Chúng tôi đã phải rất cẩn thận để không bắn nhầm vào đồng đội của mình. Tất cả chúng tôi đều đã mệt nhoài nhưng vẫn phải đứng dậy chiến đấu hay là chịu cái chết."
Buổi sáng ngày 8 tháng 8, sáu lính Nhật sau xâm nhập vào đêm trước đó ẩn núp trong cổng tổng hành dinh thuộc địa Anh cũ đã bắn và giết chết ba lính Thủy quân Lục chiến. Trong vòng 5 phút sau, các lính Thủy quân Lục chiến đã tiêu diệt nhóm lính này bằng lựu đạn. Qua buổi sáng, sau khi được tăng viện thêm Tiểu đoàn 2 Thủy quân Lục chiến 2, các lính Thủy quân Lục chiến bao vây Đồi 281 và khe núi, sử dụng súng cối át chế quân Nhật trong suốt buổi sáng, rồi sau đó tấn công lên hai vị trí này. Họ sử dụng bom tự chế để tiêu diệt các lính Nhật phòng thủ trong những hang động và các vị trí thuận lợi nằm xuyên suốt ngọn đồi và khe núi. Lần lượt các công sự Nhật bị loại bỏ bằng cách sử dụng bom tự chế. Kết quả là sức chống trả của quân Nhật bị dập tắt vào buổi chiều cùng ngày, mặc dù một vài người xâm nhập bị phát hiện và tiêu diệt vài ngày sau đó. Trong trận Tulagi, 307 lính Nhật và 45 lính Hoa Kỳ bị chết. Ba lính Nhật bị bắt làm tù binh.

## Trận Gavutu–Tanambogo

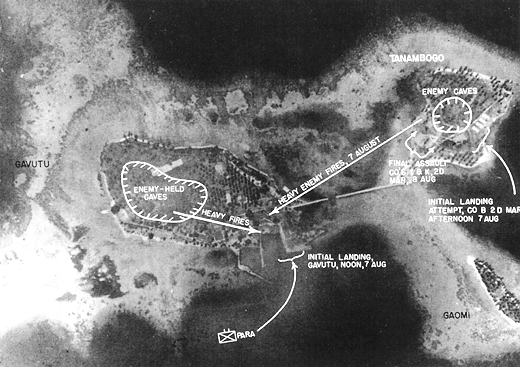
Lược đồ vẽ trên bức ảnh chụp từ trên không cho thấy các hướng tiến công của Hoa Kỳ tại Gavutu và Tanambogo.

Nhóm tiểu đảo gần đó thuộc Gavutu và Tanambogo là nơi đặt căn cứ thủy phi cơ của Nhật và nhân viên hải quân 536 người Nhật đến từ Nhóm bay Yokohama và Lực lượng Đổ bộ Đặc biệt Hải quân 3, ngoài ra còn có các lao động và kỹ sư dân sự đến từ Đơn vị Xây dựng 14. Hai đảo nhỏ này vốn có nền là san hô, độ cao so với mặt nước biển là khoảng 42 mét (138 ft), và được nối với nhau bằng con đườgn đắp cao dài 500 mét (1.600 ft). Các ngọn đồi trên đảo Gavutu và Tanambogo được người Hoa Kỳ gọi là Đồi 148 và 121 theo độ cao của đồi tính theo feet. Lực lượng Nhật trên cả hai đảo xây dựng những đường hào kiên cố nối giữa các boong ke và hang động nằm bên trong và trên hai ngọn đồi. Ngoài ra, quân Nhật trên hai đảo có thể hỗ trợ cho nhau nhờ vào diện tích của đảo này nằm gọn trong tầm bắn của súng máy trên đảo kia và ngược lại. Về phía Hoa Kỳ, họ đã đánh giá sai lầm lực lượng Nhật khi cho rằng chỉ có 200 lính và công nhân xây dựng đồn trú tại đây.
Vào lúc 12:00 ngày 7 tháng 8, Gavutu bị Tiểu đoàn Dù 1 Thủy quân Lục chiến gồm 397 người đổ bộ. The assault was scheduled for noon because there were not enough aircraft to provide air cover for the Guadalcanal, Tulagi, and Gavutu landings at the same time. The preceding naval bombardment had damaged the seaplane ramp, forcing the naval landing craft to land the Marines in a more exposed location on a nearby small beach and dock at 9°6′53,3″N 160°11′19,2″Đ / 9,1°N 160,18333°Đ. Japanese machine gun fire began inflicting heavy casualties, killing or wounding one in ten of the landing Marines as they scrambled inland in an attempt to get out of the crossfire coming from the two islets.